# Victor Vinde
Oskar Victor Vinde, född 23 mars 1903 i Adolf Fredriks församling i Stockholm, död 18 november 1970 i Sofia församling i Stockholm, var en svensk journalist och författare. 

## Biografi
Victor Vinde var son till tapetserarmästare Oskar Andersson och Ebba, ogift Wahlstedt. Han studerade vid handelshögskola i Paris och bedrev språkstudier i Tyskland. Han var korrespondent i Paris för Göteborgs Handels- och Sjöfartstidning 1937–1945 och för Dagens Nyheter 1946–1958. Han var samtidigt korrespondent för Sveriges Radio. Åren 1962–1965 var han chefredaktör för Stockholms-Tidningen.
Vinde initierade Svenska statens gåvohus till återuppbyggnaden i Normandie som uppfördes runt om på olika platser i Normandie efter andra världskrigets slut. Det var hjälp till befolkningen som mist sina hem som en följd av kriget. Vinde skildrade eländet i regionen i Göteborgs Handels- och Sjöfartstidning vilket ledde till en svensk hjälpinsats av Rädda barnen och engagemang från Prins Bertil. 400 hus skickades till Frankrike för att monteras på plats.
Han var från 1925 gift med Margareta "Rita" Wilson (1904–1993), som var redaktör och född i Ryssland. En son till paret var Pierre Vinde (1931–2022). Victor Vinde är gravsatt i minneslunden på Skogskyrkogården i Stockholm.